# Miso-katsu

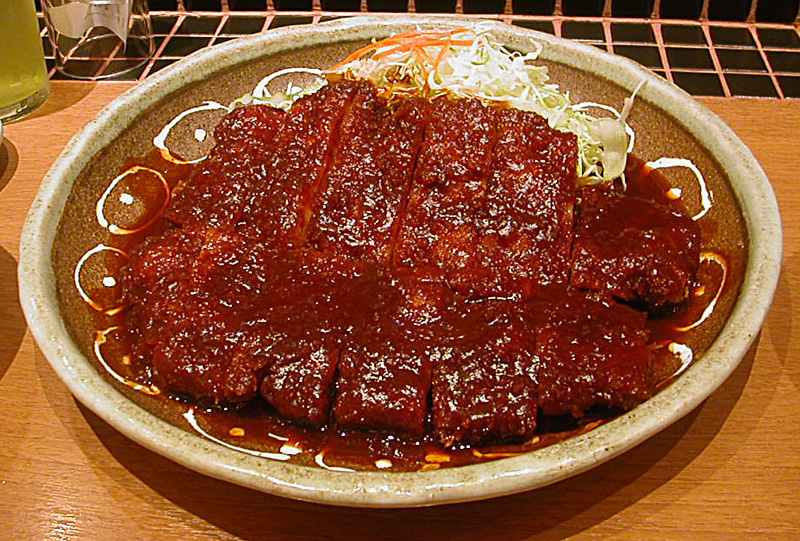
Miso-katsu

Miso-katsu (jap. 味噌カツ, wörtlich: Miso-Schnitzel) ist ein japanisches Schnitzelgericht (Tonkatsu) mit Misosoße. Miso-katsu ist besonders in und um Nagoya sowie im Süden der Präfektur Gifu und im Nordosten der Präfektur Mie populär und wird als eins der Nagoya-Gerichte (jap. 名古屋めし, Nagoya-meshi) bezeichnet.
Das Grundgericht bildet meist ein Tonkatsu-Teishoku (定食), d. h. ein zusammengestelltes Menü mit geschnittenem Schweineschnitzel, Weißkohlstreifen, Reis und Misosuppe. Als Besonderheit wird bei Miso-katsu allerdings eine auf Hatchō-miso basierende dickflüssige, gewürzte süße Misosoße gegeben (Hatchō-Miso (八丁味噌) bezeichnet eine schwarze bzw. dunkle Miso-Sorte, welche hauptsächlich in der Präfektur Aichi verwendet wird). Miso-katsu kann auch in der Form von Donburi, d. h. als Auflage auf einer Schüssel Reis, gegessen werden.